# هاينرش كروغ
هاينرش كروغ (بالألمانية: Heinrich Krug)‏ هو لاعب كرة الماء ألماني، (ولد في برلين في ألمانيا 1911  م).

## وصلات خارجية
- هاينرش كروغ على موقع اللجنة الأولمبية الدولية (الإنجليزية)
- هاينرش كروغ على موقع أوليمبيديا (الإنجليزية)